# Contea di Jincheon
La contea di Jincheon (진천군?, 鎭川郡?, Jincheon-gunLR) è una delle suddivisioni della provincia sudcoreana del Chungcheong Settentrionale.